# Julian Konar

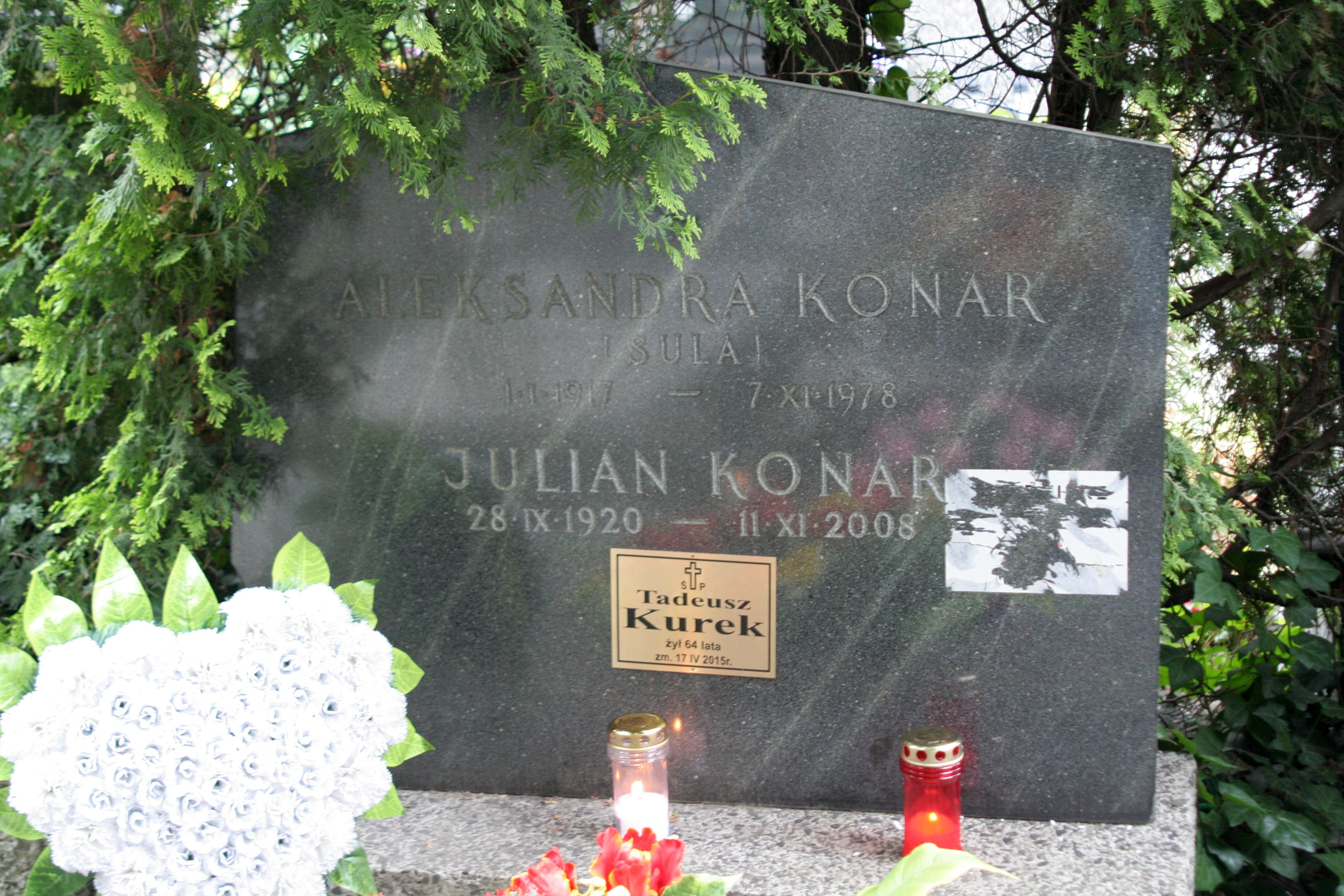
Grób Juliana Konara na Cmentarzu Wojskowym na Powązkach w Warszawie

Julian Konar, właściwie Julian Jakub Kohn (ur. 28 września 1920, zm. 11 listopada 2008 w Warszawie) – funkcjonariusz aparatu bezpieczeństwa Polski Ludowej.

## Życiorys
Urodzony w rodzinie pochodzenia żydowskiego. Wstąpił do armii Andersa, skierowany został na przeszkolenie do Saratowa, po którym zdezerterował w drodze do macierzystej jednostki. 
Następnie wstąpił do Ludowego Wojska Polskiego, w którym doszedł do stopnia pułkownika. 1 lutego 1950 został wicedyrektorem Departamentu I Ministerstwa Bezpieczeństwa Publicznego. Funkcję tę pełnił do 1 stycznia 1952 i następnie od 20 października 1953 do 31 grudnia 1954. 1 stycznia 1955 został wicedyrektorem Departamentu I Komitetu do spraw Bezpieczeństwa Publicznego. Zwolniono go 27 listopada 1956.
Uchwałą Prezydium KRN z 17 września 1946 odznaczony Krzyżem Kawalerskim Orderu Odrodzenia Polski. Autor haseł w Słowniku biograficznym działaczy polskiego ruchu robotniczego.
Należał do Polskiej Partii Robotniczej i Polskiej Zjednoczonej Partii Robotniczej. Jest pochowany na Cmentarzu Wojskowym na Powązkach (kwatera C35-5-9).